# Wedge

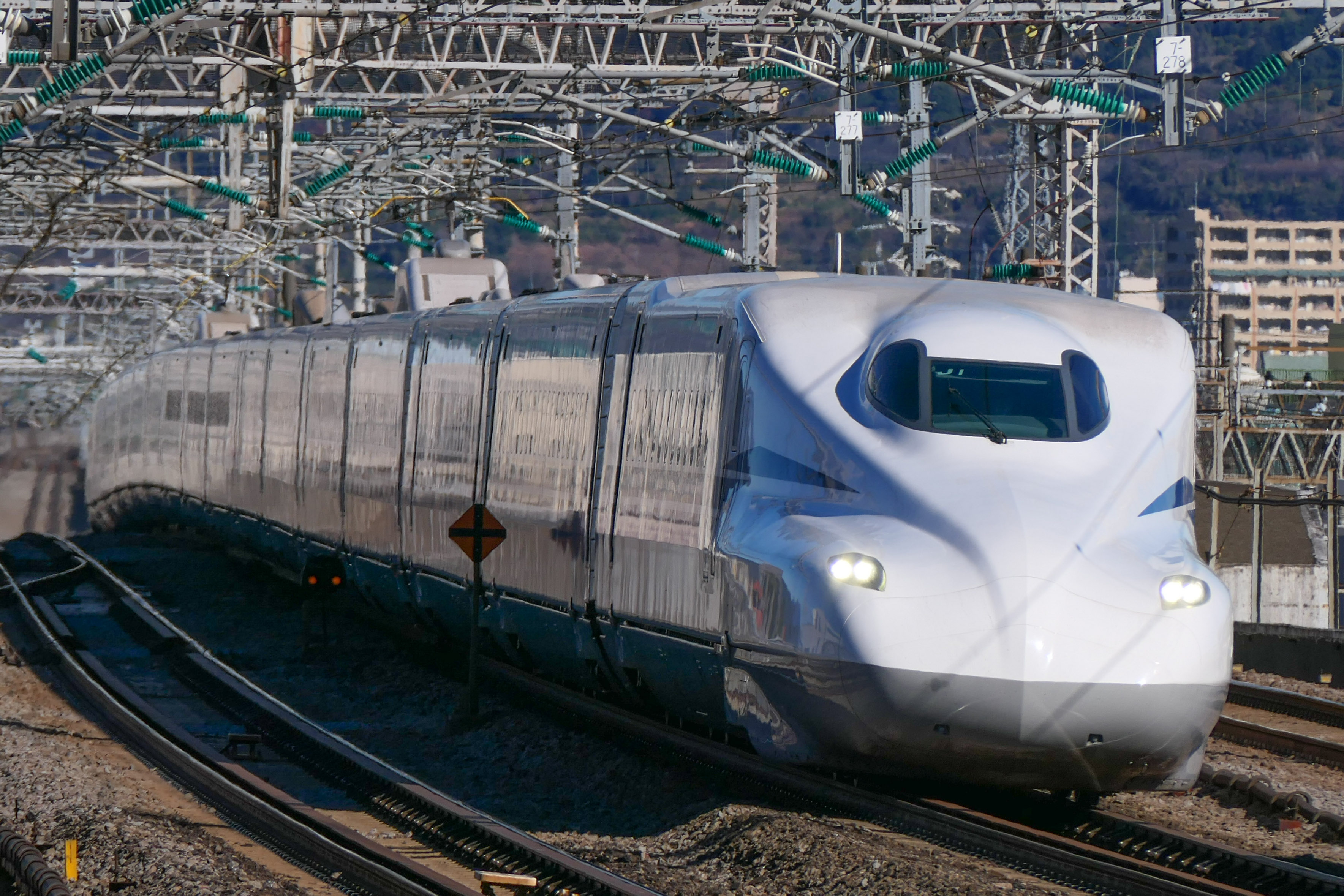
JR東海道・山陽新幹線のグリーン車車内誌である

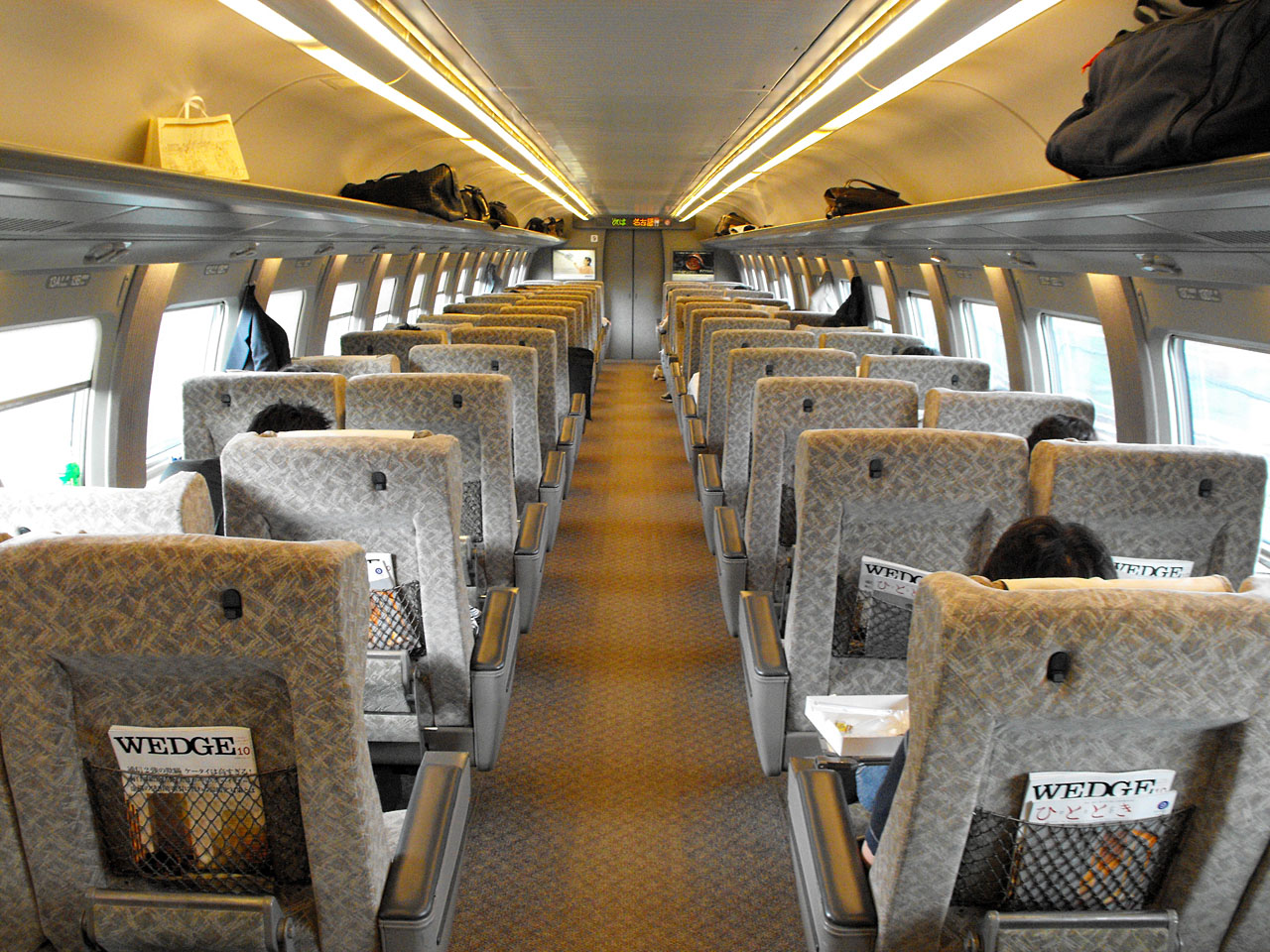
グリーン車座席に置いてある様子（2008年）

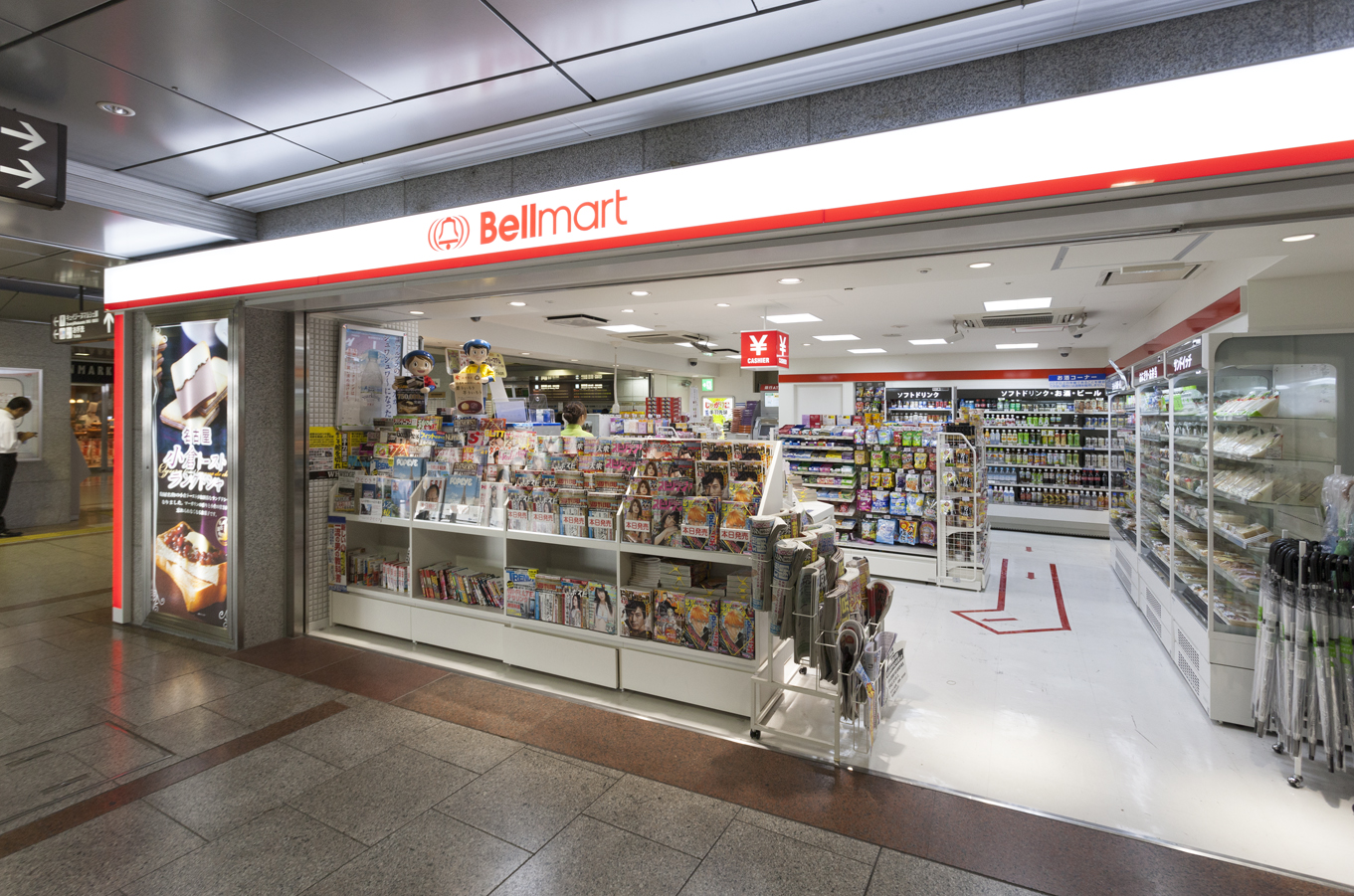
販路はほぼJR東海グループ内で完結（販売しているベルマート店舗）

『Wedge』（ウェッジ）は、東海旅客鉄道（JR東海）グループの出版社、ウェッジが毎月発行している政治・経済のオピニオン系雑誌である。東海道・山陽新幹線のグリーン車で乗客向けに無料配布されている。「時代の先端を行く雑誌」を自認する。題号は英語で「くさび」を意味する。

## 概要

### 展開
1989年4月20日創刊。毎月20日発売。グリーン車の主要顧客である上位中産階級のビジネスパーソンを想定読者としている。WEBマガジン「WEDGE Infinity」で一部の記事を無料で読むことができる。
1993年よりJR東海の東海道新幹線を走るのぞみ・ひかり・こだま号のグリーン車座席に置かれるようになり、その7割を占めるビジネス客が想定読者である。
2013年10月より、雑誌に掲載された記事の一部を電子書籍化した「Wedgeセレクション」を発売。さらに2014年9月号より電子書籍版も発売。Kindleストア（Amazon）、楽天kobo、iBooks（アップル）、kinoppy（紀伊國屋書店）、BookLive!などの電子書籍ストアにて購入できる。
新幹線列車内ではこれとは別に沿線案内などが掲載されている月刊の旅行雑誌『ひととき』がある。2009年2月20日には「WEDGE Infinity」を創刊、「日本を もっと、考える」がコンセプトで、『Wedge』だけでなく『ひととき』の記事も掲載されている。月間の記事更新本数は約90本に上り、メールマガジンで最新記事が配信されている。

### 内容・論調
ほかの新幹線に置かれるような観光雑誌ではなく、政治・思想的主張が濃く、同紙の政治的側面についての指摘がある。企業情報だけでなく医療などの情報も掲載する。右派かつタカ派の色彩が濃い。原子力発電については容認派というよりも推進派である。
2008年7月号より「総合情報誌」としての編集方針が打ち出され、ロゴマークや誌面を一新し、従来の「ビジネス情報誌」から変更した。企業情報だけでなく、医療などの情報も掲載されるようになった。2014年7月号より、再びロゴマークが変わり、誌名も「WEDGE」から 「Wedge」となった。

## 評価など
1990年代には会員制雑誌『選択』の飯塚昭男がコーディネーターとして参加し、『選択』に似ているが柔らかくビジュアル化されていると紹介された。当時、発行部数の約半分をJR東海が買い取るとされる。1996年には、社員8名中6名が一斉に退社したということもあった。
2010年には以下のような意見もあった。安倍晋三の参謀のような、葛西敬之の意思が付託されて記事の企画が決まり、記事は国家主義的なタカ派の主義主張と重なる点もあるが、多数の人が利用する新幹線にて、無料だとして一種の洗脳のようなものを置くのは問題だという声もある。
2011年より、大江紀洋が編集長となった期間には以下のような評価があった。
安倍政権は各国に新幹線を売り込み、リニア中央新幹線の事業を前倒ししており、JR東海の会長である葛西敬之は政権に影響力があると共に、政策を支持しているとされる。佐高信によれば、産経新聞の雑誌版という向きで、福島原発事故後も早々に「原発再稼働に舵を切れ」とした。Wedgeは、産経デジタルが運営するiRONNAの参加媒体のひとつである。なお、記事中では原発の利用停止に伴う年間数兆円規模の国民負担の増大について指摘したり、また、UNSCEARや国立がん研究センター等のデータを踏まえつつ、被ばく影響についても解説している。さらに原子力を支持している環境保護派の事例も紹介しており、経済性や放射線に関する議論のみならず環境問題的側面にも言及している。
『日刊水産経済新聞』はWedgeについて、公共性の高い新幹線の列車中で個人的な政治思想を押し付ける雑誌であると評し、Wedgeが2014年8月号に掲載した「魚を獲り尽くす日本人」という記事の内容に偏向や虚偽が見られるとして、JR東海の社長宛てに抗議文を送付した。
2013年には、二階俊博が取り上げられた「公共事業増で蘇った自民党建設族」という記事が載った3月号を回収し記事を削除し刷り直したということもあった。
大江は、2016年7月に退任。2016年8月には、7月号でのHPVワクチン関連の報道において、『Wedge』紙面で実験の捏造だと表現されたことが、事実と異なるとして、Wedgeと記事を書いたジャーナリストに対して訴訟が起こされた。

## 不祥事
名誉毀損裁判
2016年7月号のHPVワクチン関連の報道において、『Wedge』紙面で実験の捏造だと表現されたことが、事実と異なるとして、Wedgeと記事を書いたジャーナリストの村中璃子に対して元信州大学医学部長の池田修一により訴訟が起こされた。池田側は損害賠償や謝罪広告の掲載と記述の削除を求めている。
村中は、後述のジョン・マドックス賞の受賞スピーチのなかで、被害者団体の抗議がメディアの編集部や出版社の株主の社長室や株主の会社に影響力のある政治家のところにも及び、元東京都知事の娘で被害者団体と親しいNHKプロデューサーが村中の住所や職場や家族構成といった個人情報を得ようとし、自身と家族には山のような脅迫メッセージが届いたと述べている。また、連載中だった村中の記事は全て打ち切られ、刊行予定の著書の出版も中止され、その後日本を代表する8つの出版社に断られたが、9番目の出版社から刊行予定であると述べた。著書は2018年2月に平凡社から出版された。
Wedge・村中側の「守れる命を守る会」が裁判の訴訟記録を公開している。同会では、厚生労働省が録音不可としていた厚生労働科学研究事業成果発表会の録音資料が公開されており、入手経緯について同省から問い合わせがあった。これに対して同会は、同発表会は公共性が高いとしたうえで、入手経緯を公開することは同会の活動に支障が出るおそれがあると回答し、同発表会の情報公開を求めた。
2019年3月26日、東京地方裁判所は村中・『Wedge』側の名誉毀損を認め、村中に計330万円の支払いを命じた。発行元の『Wedge』には記事の一部削除と謝罪広告の掲載も命令した。地裁は池田が研究結果を捏造した事実は認められず、村中側の取材は不十分だったとした。

## 主な記事内容
オピニオンや、ビジネスに関する業界を扱った記事を毎月5、6本のペースで掲載。

### 著名な連載執筆者
- 富坂聰
- 林えり子
- 溝口敦

※五十音順

### 著名な執筆者
| 国内 - 中島厚志 - 大石久和 - 山本隆三 - 澤昭裕 - 竹内純子 - 東嶋和子 - 足立倫行 | 国際 - 富坂聰 - 平野聡 - 石平 - 廣瀬陽子 - 藤原章生 | ライフ - 吉永みち子 - 高森勇旗 - 片山恭一 |

## 販売
もともと「東海道・山陽新幹線の車内誌の位置付け」という性格が濃い同誌であるが、一般書店や東海キヨスク・ベルマートなどで購入できるほか、日本の多くの公立図書館（市町村立図書館）に置かれている。
- 東海道新幹線の車内販売
- JR東海、JR西日本のキヨスク
- 首都圏・関西圏の私鉄・地下鉄売店
- 一般書店

なお、車内配布版は表紙に新幹線N700系電車のシルエットと「Take Free」「ご自由にお持ち帰りください」が記述されており、裏表紙には販売店のPOSレジスタ用バーコードと定価の表示がない。